# USS Moody (DD-277)
USS Moody (DD-277) là một tàu khu trục lớp Clemson được Hải quân Hoa Kỳ chế tạo vào cuối Chiến tranh Thế giới thứ nhất. Nó là chiếc tàu chiến duy nhất của Hải quân Hoa Kỳ được đặt theo tên Thẩm phán William Henry Moody (1853-1917), người từng giữ chức vụ Bộ trưởng Hải quân. Moody ngừng hoạt động năm 1930 và bị tháo dỡ năm 1931 nhằm tuân thủ quy định hạn chế vũ trang của Hiệp ước Hải quân London.

## Thiết kế và chế tạo
Moody được đặt lườn vào ngày 9 tháng 12 năm 1918 tại xưởng tàu Squantum Victory Yard của hãng Bethlehem Shipbuilding Corporation ở Squantum, Massachusetts. Nó được hạ thủy vào ngày 28 tháng 6 năm 1919, và được đưa ra hoạt động vào ngày 10 tháng 12 năm 1919 dưới quyền chỉ huy của Hạm trưởng, Trung tá Hải quân James D. Wilson.

## Lịch sử hoạt động
Được phân về Hạm đội Thái Bình Dương, Moody khởi hành từ Boston, Massachusetts vào ngày 9 tháng 2 năm 1920, nhận đạn dược và ngư lôi tại Newport, Rhode Island, rồi di chuyển ngang qua New York, vịnh Guantánamo, Cuba và kênh đào Panama để đi sang vùng bờ Tây, đi đến San Diego, California vào ngày 31 tháng 3. Nó hoạt động dọc theo vùng bờ biển California trong suốt tháng 6, rồi khởi hành từ San Francisco, California vào ngày 1 tháng 7 để đi Washington nơi vào ngày 10 tháng 7, nó tham gia chuyến đi của Bộ trưởng Hải quân Josephus Daniels, Bộ trưởng Nội vụ John B. Payne và Đô đốc Hugh Rodman, Tư lệnh Hạm đội Thái Bình Dương, đến Alaska. Nhằm mục đích thị sát các mỏ than đá và dầu hỏa của Alaska đồng thời khảo sát địa điểm tiềm năng neo đậu hạm đội, chuyến đi đã ghé qua 9 cảng tại khu vực bao gồm Sitka, Duncan Day và Juneau, và kéo dài trong gần một tháng. Moody quay trở về San Diego vào ngày 31 tháng 8 để tiếp tục các hoạt động huấn luyện và thực tập dọc bờ biển California trong hai tháng tiếp theo. Nó đi đến San Diego vào ngày 10 tháng 10, ở lại đây, và được cho xuất biên chế vào ngày 15 tháng 6 năm 1922.
Moody được cho nhập biên chế trở lại vào ngày 27 tháng 9 năm 1923 dưới quyền chỉ huy của Hạm trưởng, Đại úy Hải quân E. A. Zehner. Được phân về Hải đội Khu trục trực thuộc Hạm đội Chiến Trận, nó hoạt động dọc theo bờ biển Thái Bình Dương trong gần hai năm tiếp theo, và đã khởi hành từ Bremerton, Washington vào ngày 27 tháng 5 năm 1925 để thực hành hạm đội tại khu vực quần đảo Hawaii. Hoạt động ngoài khơi Trân Châu Cảng và Lahaina Roads trong một tháng, nó rời Trân Châu Cảng ngày 1 tháng 7 để đi đến khu vực Nam Thái Bình Dương, ghé qua Pago Pago, Samoa, và thực hiện chuyến viếng thăm hữu nghị đến Melbourne, Australia cùng Dunedin và Wellington, New Zealand. Quay trở về San Diego ngang qua Honolulu vào ngày 26 tháng 9, chiếc tàu khu trục tiếp nối các hoạt động thường lệ dọc theo bờ Tây cho đến năm 1927, bao gồm hai chuyến đi đến Panama vào tháng 2 và tháng 4 năm 1926.
Vào ngày 17 tháng 2 năm 1927, Moody khởi hành từ San Diego cho đợt cơ động chiến thuật cùng Hạm đội Hoa Kỳ tại vùng biển Caribe. Băng qua kênh đào Panama vào ngày 4 tháng 3, nó đi đến vịnh Guantánamo vào ngày 18 tháng 3, và hoạt động từ cảng này cũng như từ Gonaïves cho cuộc tập trận Vấn đề Hạm đội VII, một kịch bản bao gồm việc phòng thủ kênh đào Panama, cho đến ngày 22 tháng 4. Sau đó nó đi đến New York để sửa chữa, rồi lên đường vào ngày 16 tháng 5 để quay trở về nhà, về đến San Diego vào ngày 25 tháng 6. Chiếc tàu khu trục tiếp tục phục vụ cùng Hạm đội Chiến Trận cho đến giữa năm 1929. Từ tháng 4 đến tháng 6 năm 1928, nó cùng hạm đội thực hiện một chuyến đi khác đến khu vực Hawaii để tham gia cuộc tập trận Vấn đề Hạm đội VIII. Nó lên đường đi Mexico và Panama vào đầu năm 1929, và đến tháng 7 đã thực hiện chuyến đi đến khu vực Tây Bắc Thái Bình Dương, về phía Bắc đến tận Ketchikan.
Moody được cho xuất biên chế tại San Diego vào ngày 2 tháng 6 năm 1930, được cho kéo đến Xưởng hải quân Mare Island, đến nơi vào ngày 8 tháng 6. Tên nó được cho rút khỏi danh sách Đăng bạ Hải quân vào ngày 3 tháng 11 nhằm tuân thủ những điều khoản hạn chế vũ trang của Hiệp ước Hải quân London. Hầu hết cấu trúc thượng tầng của nó được tháo dỡ và bán sắt vụn vào ngày 10 tháng 6 năm 1931, và lườn tàu được bán cho hãng phim Metro-Goldwyn-Mayer với trị giá khoảng 35.000 Đô la Mỹ nhằm phục vụ cho cảnh quay đắm tàu.
Nó được tân trang nhằm mô phỏng một tàu khu trục Đức, và các khối chất nổ được đặt cẩn thận bên trong lườn tàu. Vào xế trưa ngày 21 tháng 2 năm 1933, khối chất nổ đặt giữa các khoang kín nước được kích hoạt, làm tách đôi con tàu trong khi tiếp tục nổi; sau đó hai khối thuốc nổ khác được kích nổ phá tung các ngăn kín nước, đánh đắm con tàu vào chiều tối hôm đó. Các cảnh quay này nhằm mô phỏng sự phá hủy của ngư lôi phóng từ chiếc tàu ngầm hư cấu Hoa Kỳ AL-14 (do chiếc USS S-31 (SS-136) thể hiện) trong bộ phim Hell Below năm 1933 của hãng M-G-M.